# Roxane Duran
Roxane Duran [Duːˈran] (París, 27 de enero de 1993) es una actriz francoaustriaca.
Obtuvo su primer papel en 2009 en La cinta blanca de Michael Haneke y después participó en otras películas, como Michael Kohlhaas de Arnaud des Pallières en 2013. Hizo su debut en el teatro en 2012 encarnando a Ana Frank en la adaptación del Diario de Ana Frank de Éric-Emmanuel Schmitt.

## Biografía
Nació en París, de padre español y madre austriaca. Creció en el Distrito XVII de París, y a la edad de seis años, se apuntó a clases de teatro.
Después de haber estudiado en la Escuela bilingüe Jeannine-Manuel, donde obtuvo el título de bachillerato, en 2011 comenzó sus estudios de letras en la Universidad Sorbona, compaginándolos con el cine. En 2008, se incorporó a la escuela Cours Florent.
En 2008, Michael Haneke le ofrece un papel en el drama histórico alemán La cinta blanca. A la edad de quince años, rodó su primera película en alemán. La película se estrenó en 2009 y fue premiada con la Palma de oro en el Festival de Cannes 2009. En 2011, participó en dos películas: 17 Girls de Delphine Coulin y Muriel Coulin donde interpreta a una joven embarazada, y El fraile de Dominik Moll dándole vida a la hermana Agnès junto con Vincent Cassel y Geraldine Chaplin.
En 2012, con diecinueve años, dio sus primeros pasos en el mundo del teatro en el Diario de Ana Frank, una obra de Éric-Emmanuel Schmitt. Fue elegida entre más de mil jóvenes para interpretar el papel de Ana Frank, junto a Francis Huster como Otto Franck, su padre. En 2014, volvió a los escenarios con Les Cartes du Pouvoir, adaptación francesa de la obra Farragut North de Beau Willimon.  
En 2013, interpretó a la princesa Margarita de Angulema, reina de Navarra, junto a a Mads Mikkelsen en Michael Kohlhaas, una película de Arnaud des Pallières. La película se estrenó de manera oficial en el Festival de Cannes 2013.
En 2015, apareció en televisión en la serie Los desenterrados de Le Tréport, que se emitió en France 2 y dirigida por Thierry Lhermitte y Marie Dompnier. Ese mismo año, formó parte del reparto de la exitosa película La Familia Bélier de Éric Lartigau, donde interpretó el papel de Mathilde, la mejor amiga de Paula, encarnada por Louane Emera.
Le dio vida a Adriana Clios en la serie británica Riviera en compañía de Julia Stiles, Iwan Rheon y Adrian Lester. Esta serie fue creada por Neil Jordan en 2017 y producida por Sky Atlantic, Paul McGuinness y Archery Pictures.

## Filmografía

### Cine

#### Largometrajes
- 2009: La cinta blanca (Das Weisse Band) de Michael Haneke: Anna
- 2011: 17 Girls de Delphine Coulin y Muriel Coulin: Florence
- 2011: El monje de Dominik Moll: Hermana Agnès
- 2012: Augustine de Alice Winocour: Rosalie
- 2013: Michael Kohlhaas de Arnaud des Pallières: la princesa de Navarra Margarita de Angulema, reina de Navarra
- 2013: Mary Queen of Scots de Thomas Imbach: Mary Seton
- 2013: Sonnwende de Bernhard Landen y Judith Angerbauer: Anja Roschinski
- 2014: Respira de Mélanie Laurent: Victoire
- 2014: La Familia Bélier de Éric Lartigau: Mathilde
- 2015: Evolución de Lucile Hadzihalilovic: Stella
- 2016: Paula de Christian Schwochow: Clara Westhoff
- 2020: Narciso y Goldmundo de Stefan Ruzowitzky: Lisbeth
- 2020: Eight for Silver de Sean Ellis: Anais
- 2020: Amants(lovers) de Nicole Garcia: Nathalie
- 2021: El Camino de la felicidad de Nicolas Steil: Rachel
- 2022: Mrs Harris goes to París de Anthony Fabian: Marguerite

#### Cortometrajes
- 2011: Berlinoises de Rocco Labbé : Ada
- 2011: Rabbit Hole de Fabrizio Polpettini
- 2012: Retratados de maestra de Rocco Labbé: maestra de Victor
- 2013 : El Extranjero de Omid Zarei : Anna
- 2015: Los Fotógrafos de Aurélien Vernhes-Lermusiaux: Anna
- 2015: La Noche, todos los gatos son rosas de Guillaume Renusson : Alice
- 2016 : Ferdinand compra un amigo de Guillaume Desjardins & Bastien Ughetto
- 2016: Birthday de Alberto Viavattene: la enfermera
- 2017: The Ancient Child de Fabrizio Polpettini
- 2018: Tempus fugit de Lorenzo Recio: Jeanne

### Televisión
- 2014: Austerlitz de Stan Neumann : Marie de Verneuil
- 2015: Los desenterrados de Le Tréport (serie de televisión) de Hervé Hadmar y Marc Herpoux: Laura
- 2015: Dengler - Am Zwölften Tag (serie de televisión) de Lars Kraume: Laura
- 2017- 2020: Riviera (serie de televisión) de Neil Jordan : Adriana Clios
- 2018: 1918-1939: Les Rêves brisés de l'entre-deux-guerres, docu-ficción de Jan Peter y Frédéric Goupil: Edith Wellspacher
- 2018: El Perfume de Philipp Kadelbach (serie de televisión) de Patrick Süskind
- 2019: Deutsch-les-Landes (serie de televisión) de Denis Dercourt: Chloé
- 2022: María Antonieta (serie de televisión): Josefina

### Videoclips
- 2011: Thirty People Away de Fabrizio Polpettini, canción de Tamas Wells
- 2019: Papillons Bleus de Axel Corredora

## Teatro
- 2012-2013 : El Diario de Ana Frank, adaptación de Éric-Emmanuel Schmitt, puesta en escena por Steve Suissa: Ana Frank (Teatro Rive Gauche, y después de gira por Francia, Bélgica y Suiza). En 2013 se emitió por televisión una grabación teatral de la obra.
- 2014-2015: Les Cartes du Pouvoir, adaptación francesa de la pieza Farragut North de Hermoso Willimon, puesta en escena por Ladislas Chollat: Molly (Teatro Hébertot, después de gira por Francia)
- 2019-2020: El Feliz Stratagème de Marivaux, m.e.s Ladislas Chollat - Teatro Edouard VII

## Distinciones

### Premios
- Festival del Cortometraje de Casalborgone 2011: Mejor actriz por Rabbit hole

### Nominaciones
- Molières 2015 : Premio Molière a la mejor actriz revelación por Les Cartes du Pouvoir